# Elezioni parlamentari in Marocco del 2011
Le elezioni parlamentari in Marocco del 2011 si tennero il 25 novembre per il rinnovo della Camera dei rappresentanti.
Le consultazioni si sono svolte mentre era in atto un diffuso movimento di protesta nei confronti del potere del re Mohammed VI, salito al trono nel 1999: tra gli obiettivi della protesta vi era quello di giungere a riforme costituzionali tali da impedire la prassi per cui il sovrano accentra su di sé il potere decisionale in merito a diverse questioni, estromettendo governo e parlamento. A seguito del referendum costituzionale del giugno 2011, il re Mohammed VI è tenuto a indicare come primo ministro il leader del partito di maggioranza relativa.
Le elezioni parlamentari, con una partecipazione al 45%, vedono per la prima volta il partito islamico moderato Partito della Giustizia e dello Sviluppo (PJD) guadagnare una maggioranza relativa, seguito dall'Istiqlal (PI) e dal Raggruppamento Nazionale degli Indipendenti (RNI), in calo, e dalla forte affermazione della nuova formazione filomonarchica, il Partito Autenticità e Modernità (PAM). Abdelilah Benkirane diviene così Primo ministro del Paese.

## Risultati
| Liste                                              | Voti      | %     | Seggi |
| -------------------------------------------------- | --------- | ----- | ----- |
| Partito della Giustizia e dello Sviluppo           | 1.080.914 | 22,78 | 107   |
| Partito dell'Indipendenza                          | 562.720   | 11,86 | 60    |
| Raggruppamento Nazionale degli Indipendenti        | 537.552   | 11,33 | 52    |
| Partito Autenticità e Modernità                    | 524.386   | 11,05 | 47    |
| Unione Socialista delle Forze Popolari             | 408.108   | 8,60  | 39    |
| Movimento Popolare                                 | 354.468   | 7,47  | 32    |
| Unione Costituzionale                              | 275.137   | 5,80  | 23    |
| Partito del Progresso e del Socialismo             | 269.336   | 5,68  | 18    |
| Fronte delle Forze Democratiche                    | 135.161   | 2,85  | 1     |
| Partito Laburista                                  | 107.399   | 2,26  | 4     |
| Partito dell'Ambiente e dello Sviluppo Sostenibile | 109.335   | 2,30  | 2     |
| AHD Addimocrati                                    | 82.213    | 1,73  | 2     |
| Movimento Democratico e Sociale                    | 81.324    | 1,71  | 2     |
| Congresso Nazionale Ittihadi                       | 56.402    | 1,19  | -     |
| Partito Socialista                                 | 44.278    | 0,93  | -     |
| Partito Marocchino Liberale                        | 42.313    | 0,89  | -     |
| Partito della Sinistra Verde                       | 33.841    | 0,71  | 1     |
| Partito del Centro Sociale                         | 25.550    | 0,54  | -     |
| Partito dell'Azione                                | 14.916    | 0,31  | 1     |
| Altri                                              | -         | -     | 4     |
| Totale                                             | 4.745.453 |       | 395   |

- Il totale dei voti validi supera di 100 unità la somma dei voti conseguiti dalle singole liste.
- Hanno conseguito seggi nei collegi uninominali le seguenti formazioni:
  - Partito del Rinnovamento e dell'Equità (2)
  - Partito dell'Unità e della Democrazia (1)
  - Partito della Libertà e della Giustizia Sociale (1)